# 첸이퉁
첸이퉁(중국어 정체자: 千苡桐, 병음: Qiān Yîtóng, 한자음: 천이동, 파이완어: Vais Ljakalevuan 바이스 랴칼레부안, 1987년 7월 15일 ~ )는 대만의 배우이다.

## 방송
- 기적적여아